# Cerebrolesione
La cerebrolesione o lesione cerebrale è la presenza di un danno localizzato a livello del sistema nervoso centrale.

## Eziologia
Tra le numerose cause di lesione cerebrale, sono comprese:
- Tumori cerebrali
- Traumi cranici
- Ictus
- Demenze
  - Demenza frontotemporale
  - Demenza a corpi di Lewy
- Malattie neurodegenerative
  - Malattia di Alzheimer
  - Malattia di Parkinson
  - Malattia di Creutzfeldt-Jakob
  - Corea di Huntington
  - Sclerosi laterale amiotrofica
  - Paralisi sopranucleare progressiva